# Lanius collaris
Lanius collaris là một loài chim trong họ Laniidae.